# Mechel
PJSC Mechel er en russisk mine- og metalvirksomhed, der producerer kul, jernmalm, stål og diverse stålprodukter. De har hovedkvarter i Moskva.
Southern Kuzbass Coal Company opkøbte Chelyabinsk Steel Plant i 2002, hvorefter de blev fusioneret med Mechel. 
Igor Zyuzin er den største aktionær i virksomheden med 67,42 % af af aktierne, han er desuden bestyrelsesformand siden 2004.